# Суплатов, Александр Борисович
Александр Борисович Суплатов (1931—2010) — сотрудник советских и российских органов государственной безопасности, генерал-майор. Начальник УКГБ по Тульской области (1971—1976).

## Биография
Александр Борисович Суплатов родился 18 июля 1931 года в городе Джамбуле Казахской ССР (ныне — Тараз в Республике Казахстан). После окончания Московского института инженеров железнодорожного транспорта трудился на железных дорогах Советского Союза, был сотрудником Узловского отделения Московско-Курской железной дороги, начальником железнодорожных станций «Товарково» и «Волово».
В 1958 году поступил на службу в органы государственной безопасности СССР. В начале 1960-х годов некоторое время находился на хозяйственной и партийной работе, был работником Тульского совнархоза, затем промышленно-транспортного отдела Тульского обкома КПСС. С 1967 года — вновь в системе Комитета государственной безопасности при Совете Министров СССР. Первоначально был помощником, затем заместителем по кадрам начальника Управления КГБ СССР по Тульской области. В 1971—1976 годах возглавлял это Управление. В эти годы близко сошёлся с Ю. В. Андроповым, был его доверенным лицом на выборах в Верховный Совет СССР от Тульской области.
В 1976 году Суплатов был переведён в Москву, в центральный аппарат Комитета государственной безопасности при Совете Министров СССР. Был заместителем начальника Управления кадров КГБ СССР, секретарём парткома КГЮ СССР. В 1988 году возглавил мобилизационный отдел КГБ СССР, и оставался на этом посту вплоть до роспуска Комитета госбезопасности. Избирался делегатом XXVII съезда КПСС. После создания Министерства безопасности, а потом и Федеральной службы безопасности продолжил службу в системе, более десяти лет занимая должность начальника мобилизационного отдела. В 2004 году вышел в отставку. Находясь на пенсии, активно занимался общественной работой, возглавлял Совет ветеранов подразделения Федеральной службы безопасности России.
Умер 17 июля 2010 года, похоронен на Хованском кладбище Москвы.
Награждён рядом орденов и медалей, знаком «Почётный сотрудник госбезопасности».